# Campeonato Asiático de Atletismo de 2023 - 10000 m feminino
A prova dos 10000 metros feminino do Campeonato Asiático de Atletismo de 2023 foi disputada no dia 13 de julho de 2023, no Estádio Nacional, em Banguecoque, na Tailândia.

## Recordes
Antes desta competição, os recordes mundiais e do campeonato nesta prova eram os seguintes:
|                       | Nome             | Nacionalidade | Tempo      | Local   | Data                  |
| --------------------- | ---------------- | ------------- | ---------- | ------- | --------------------- |
| Recorde mundial       | Letesenbet Gidey | Etiópia       | 29m 01s 03 | Hengelo | 8 de junho de 2021    |
| Recorde do campeonato | Shitaye Eshete   | Bahrein       | 31m 15s 62 | Doha    | 23 de abril de 2019   |
| Recorde asiático      | Wang Junxia      | China         | 29m 31s 78 | Pequim  | 8 de setembro de 1993 |

## Medalhistas
| Ouro               | Prata                  | Bronze                        |
| Haruka Kokai (JPN) | Momoka Kawaguchi (JPN) | Bayartsogtyn Mönkhzayaa (MGL) |

## Cronograma
Todos os horários são locais (UTC+7)
| Data        | Hora  | Evento |
| ----------- | ----- | ------ |
| 13 de julho | 18:40 | Final  |

## Resultado final
A final ocorreu no dia 13 de julho às 18:40.
| Posição           | Atleta                  | Nacionalidade          | Tempo    | Notas            |
| ----------------- | ----------------------- | ---------------------- | -------- | ---------------- |
| Medalha de ouro   | Haruka Kokai            | Japão                  | 32:59.36 |                  |
| Medalha de prata  | Momoka Kawaguchi        | Japão                  | 33:18.72 |                  |
| Medalha de bronze | Bayartsogtyn Mönkhzayaa | Mongólia               | 33:24.79 | Recorde nacional |
| 4                 | Sanjivani Jadhav        | Índia                  | 34:04.47 |                  |
| 5                 | Odekta Elvina Naibaho   | Indonésia              | 34:59.19 | Recorde pessoal  |
| 6                 | Phạm Thị Hồng Lệ        | Vietname               | 35:38.19 |                  |
| 7                 | Vut Tsz Ying            | Hong Kong              | 38:08.37 |                  |
| 8                 | Linda Janthachit        | Tailândia              | 38:22.25 | Recorde pessoal  |
| 9                 | Pareeya Sonsem          | Tailândia              | 39:52.36 |                  |
| 98                | Caroline Kipkirui       | Cazaquistão            | DNF      |                  |
| 99                | Alia Saeed Mohammed     | Emirados Árabes Unidos | DNS      |                  |
| 99                | Ma Xuizhen              | China                  | DNS      |                  |

Legenda
| Recorde mundial       | Recorde mundial (World record)               |                       | Recorde africano                      | Recorde africano (African) |                                           | Q | Classificado por posição (Qualified) |
| Recorde do campeonato | Recorde do campeonato (Championship record)  | Recorde da América    | Recorde da América (Americas)         | q                          | Classificado por melhor tempo (Qualified) |   |                                      |
| Melhor marca do ano   | Melhor marca do ano (World leading)          | Recorde asiático      | Recorde asiático (Asian)              | DNS                        | Não largou (Did not start)                |   |                                      |
| Recorde nacional      | Recorde nacional (National record)           | Recorde europeu       | Recorde europeu (European)            | DNF                        | Não terminou (Did not finish)             |   |                                      |
| Recorde pessoal       | Recorde pessoal do atleta (Personal best)    | Recorde da Oceania    | Recorde da Oceania (Oceania)          | DSQ / DQ                   | Desclassificado (Disqualified)            |   |                                      |
| Recorde da temporada  | Recorde da temporada do atleta (Season best) | Recorde sul-americano | Recorde sul-americano (South America) | NM                         | Sem marca (No mark)                       |   |                                      |